# Olympiaskolan
Olympiaskolan är en gymnasieskola belägen vid idrottsplatsen Olympia i Helsingborg. Skolan togs ursprungligen i bruk som Högre allmänna läroverket för flickor 1929. 

## Historia
Flickläroverket, i folkmun sedermera kallat "Flickis", inrättades i Helsingborg 1929 efter att riksdagen i slutet av 1920-talet hade beslutat att även flickor skulle få tillträde till statliga skolor. Fram till att den nuvarande skolan stod klar skedde undervisningen i tillfälliga lokaler. Skolan blev samgymnasium 1963 och året efter bytte man namn till Olympiaskolan.
Studentexamen gavs från 1932 till 1968 och realexamen från 1933 till 1967.
Under 1970- och 80-talet gavs de icketekniska gymnasieutbildningarna (naturvetenskaplig, humanistisk och samhällsvetenskaplig linje) i Helsingborg på såväl Olympiaskolan som Nicolaiskolan (gamla Gossläroverket). Skolorna hade lite olika karaktärer. Olympia ansågs mer progressiv, Nicolai mer konservativ.

## Byggnaden
Skolan uppfördes 1932 efter ritningar av dåvarande stadsarkitekten i Helsingborg, Arvid Fuhre. Fuhre representerade den mer återhållsamma linjen inom arkitektkåren efter funktionalismens genombrott i staden. Byggnaden blandar därför en funktionalistisk prägel med 1920-talsklassicism och art déco. Skolan är uppförd i tre till fyra våningar med en fasad i gulmålad puts. De två trapphusen är markerade genom fram- och uppskjutande delar med attika och är till stor del uppglasade. Längs Mellersta Stenbocksgatan i sydost finns ett, ursprungligen friliggande, men nu sammanbunden med huvudbyggnaden, mediatek i två plan med entresol som tidigare var gymnastiksal. Fönstersättningen är klassicistisk och fönsterna är omfattade. Fönsteromfattningen, och vissa andra detaljer, är vitmålad. Taket är flackt och var ursprungligen täckt av kopparplåt. Dekoren, de spröjsade fönstren och de tempelartade gavlarna är klart klassicistiska, medan planlösningen och andra smådetaljer är funktionalistiska. Skolan byggdes 1963 till med ytterligare byggnader i öster, bland annat matsal, efter ritningar av Mogens Mogensen. Källarplanet i huvudbyggnaden innehåller även ett sjukhus i krigstid med bland annat operationssal.